# Синелобый малый ара
Синелобый малый ара (лат. Diopsittaca nobilis, син. Ara nobilis) — птица семейства попугаевых. Единственный вид рода. Часто включают в род ара.

## Внешний вид
Длина тела 30—35 см, хвоста 15 см. Основная окраска оперения тёмно-зелёная с желтоватым оттенком в нижней части тела. Темя и лоб сине-серые. Участок вокруг глаз до клюва и уздечка серо-белого цвета. Изгиб крыла, лопатка ярко-красные. Внутренняя сторона хвостовых и маховых перьев жёлтая, первостепенные маховые кроющие перья плеча голубого цвета. Клюв буро-чёрный. Лапы серые. Радужка коричневая.

## Распространение
Обитает в бассейне Амазонки от Гвианы и Венесуэлы до Бразилии.

## Размножение

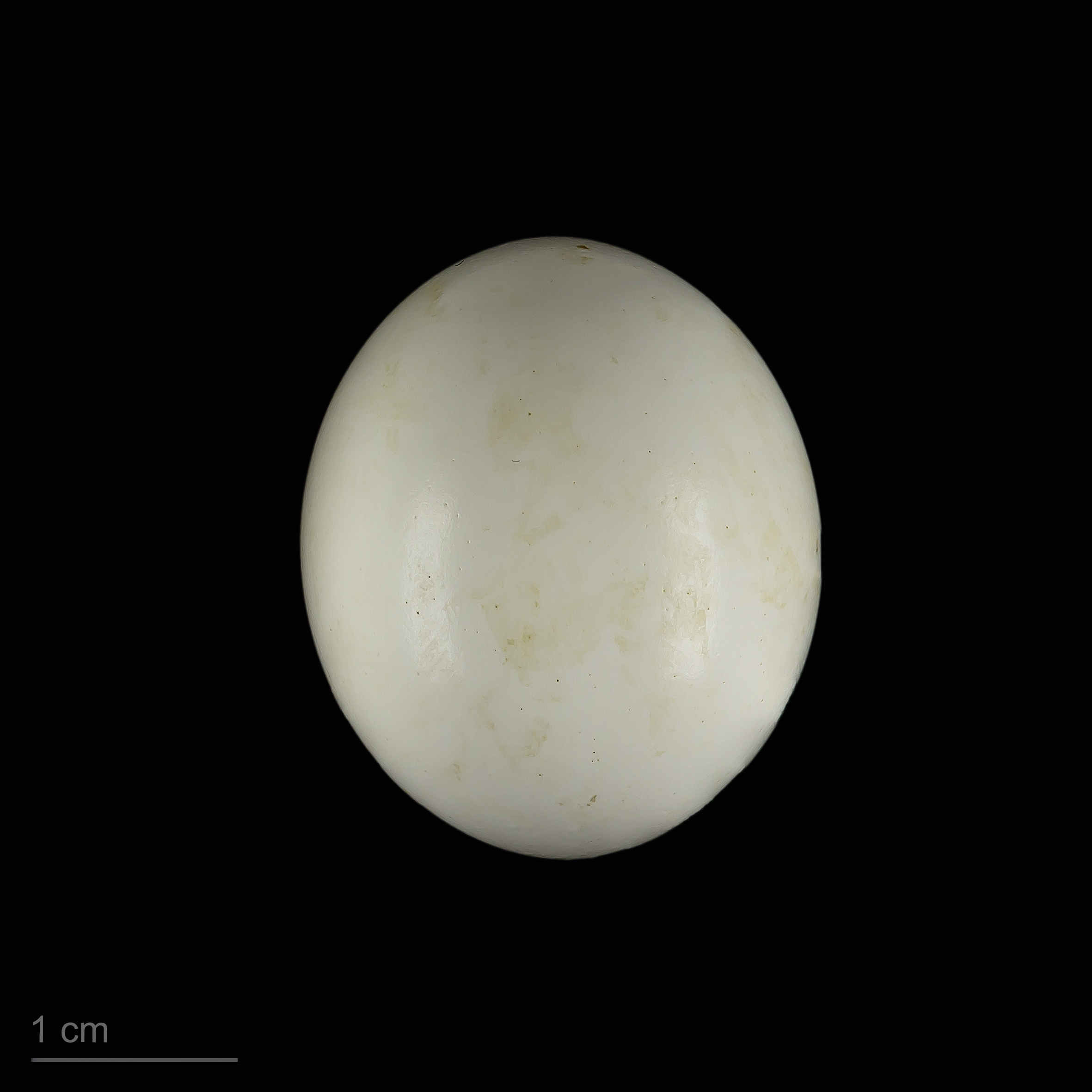
яйцо Diopsittaca nobilis - Тулузский музеум

В кладке бывает 2—3 яйца. Птенцы появляются через 3 недели, а в 1,5 месячном возрасте они оперяются и вылетают из гнезда.

## Содержание
В неволе этот вид попугаев содержат с конца XIX века.

## Классификация
Вид включает в себя 3 подвида:
- Красноплечий ара Diopsittaca nobilis nobilis (Linnaeus, 1758) — длина тела до 30 см. Обитает на севере-северо-востоке Бразилии, в Венесуэле, Гайане, Суринаме, Гвиане.
- Благородный ара, или карликовый Diopsittaca nobilis cumanensis (Lichtenstein, 1823) — похож на номинативный подвид, но лоб и корона — более светлый голубой. Надклювье цвета кости. Сама птица крупнее — до 33 см. Обитате в Центральной Бразилии.
- Ара Ноймана Diopsittaca nobilis longipennis Neumann, 1931 — похож на Ara n. cumanensis, но крупнее — до 35 см. Обитает на юге и юго-западе Бразилии.